# NGC 789
NGC 789 este o galaxie spirală situată în constelația Triunghiul. A fost descoperită în 24 august 1865 de către Heinrich Louis d'Arrest. Se află la o distanță de 70,94 de megaparseci de Pământ.